# ۱۳۷۸ (قمری)
۱۳۷۸ (قمری)، هزار و سیصد و هفتاد و هشتمین سال در گاهشماری هجری قمری است. اول محرم این سال برابر با هجدهم ژوئیه سال ۱۹۵۸ میلادی است.